# Pedro Machuca

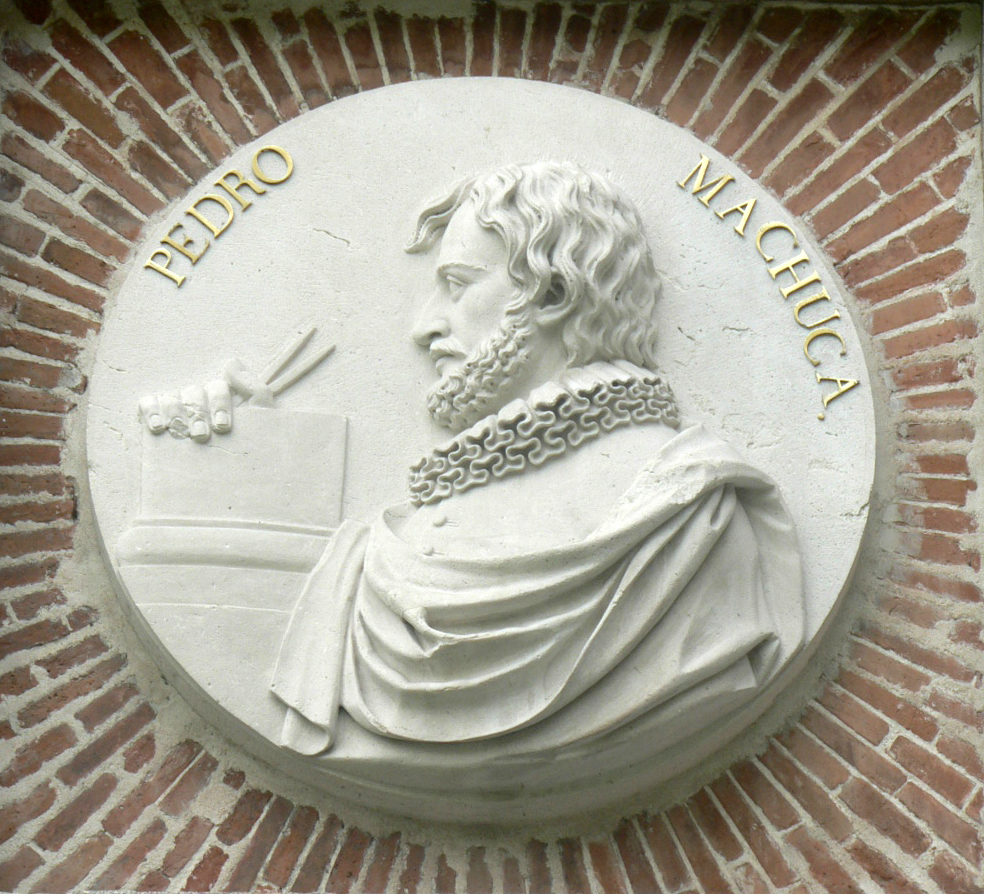
Retrato imaginario de Pedro Machuca en un relieve del Museo del Prado.

Pedro Machuca (Toledo, ca. 1490-Granada, 1550) fue un pintor y arquitecto renacentista español. Junto con Alonso Berruguete, Diego de Siloé y Bartolomé Ordóñez, Machuca es uno de los cuatro artistas a los que el pintor Francisco de Holanda llamó las águilas del Renacimiento en España, responsables de la introducción del estilo renacentista a la manera de Italia en suelo español.

## Vida y obra
Machuca nació en Toledo y se formó en Italia, estimándose que podría ser el Pedro Spagnuolo que algunos documentos mencionan como discípulo de Miguel Ángel. Allí hubo de conocer la pintura de Rafael Sanzio, cuyo estilo revelan sus obras, y pudo conocer a Jacobo Florentino. También mantuvo una estrecha relación con Polidoro Caldara (Polidoro da Caravaggio), pintor al fresco y ayudante de Miguel Ángel. 
De regreso a España en 1520 trabajó como pintor en la capilla Real de Granada, así como en Jaén, Toledo y Uclés, además de ocuparse, por encargo del emperador Carlos de la erección de su nuevo palacio en la Alhambra, el edificio más italiano alzado en suelo español.

### Pintura

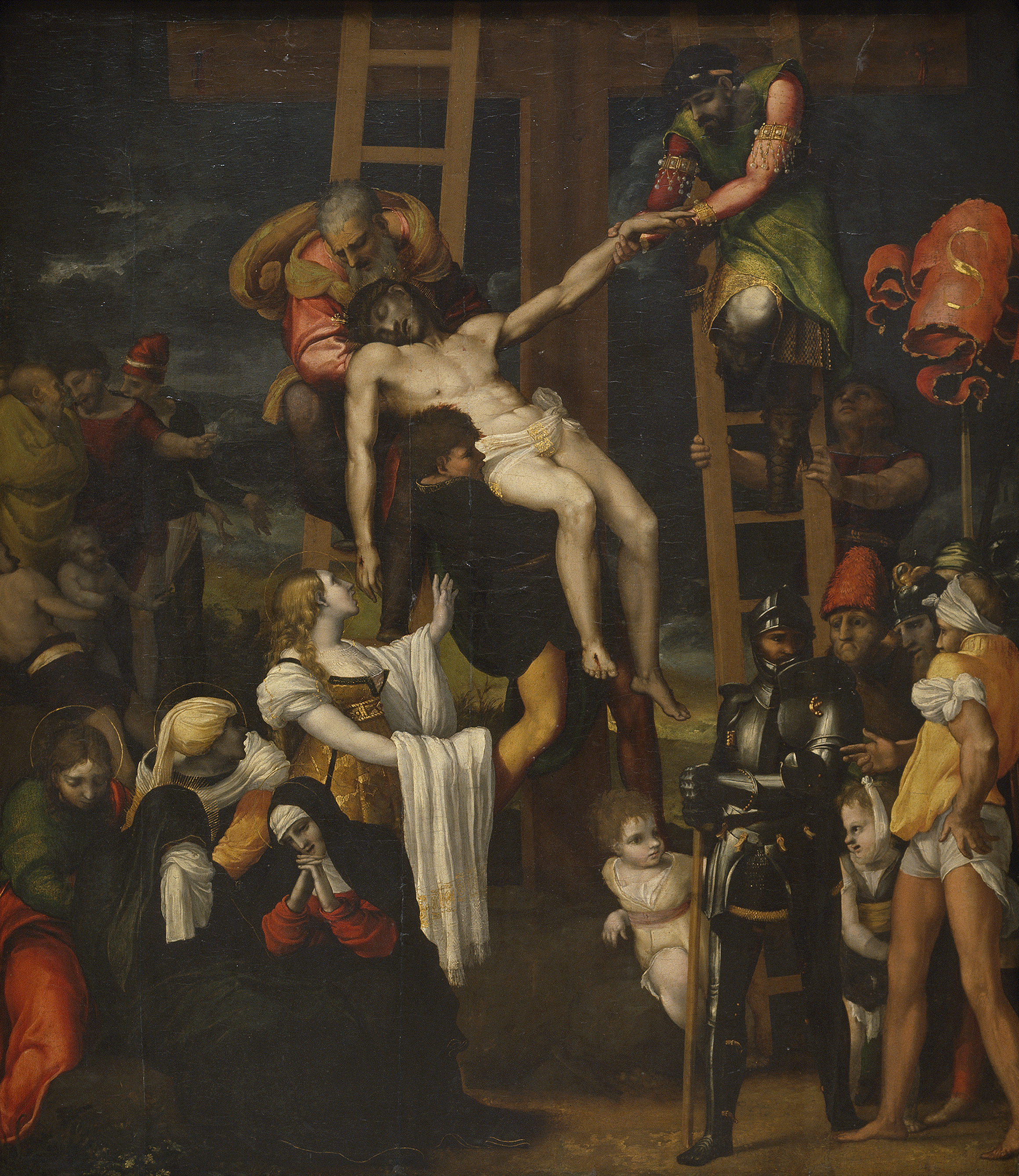
Descendimiento de la Cruz, Museo Nacional del Prado.

Su producción pictórica es muy corta. Entre sus obras destacan tres del Museo del Prado. La Virgen y las ánimas del Purgatorio o Virgen del sufragio, pintada en Italia (1517), tiene un sentido monumental tomado de Miguel Ángel pero es rafaelesca en la composición piramidal y la utilización del sfumato. También de su etapa italiana es un Bautismo de Cristo adquirido en 2024 por el museo, en el que destaca el énfasis dado a las anatomías, muy deudor de Miguel Ángel. Por último, es merecidamente célebre un Descendimiento de la Cruz, acusadamente manierista, que a modo de retablo conserva su marco renacentista, fechado en 1547 y diseñado quizá también por el artista. Un pormenor muy interesante es que la Virgen oculta totalmente su rostro con un paño, con lo que el espectador ha de imaginárselo, y ya un detalle anecdótico es la presencia a la derecha de un niño contemplando la escena con la cara vendada por un flemón. Otra pintura de Machuca sobre el mismo tema se conserva desde 2021, tras su adquisición por el Ministerio de Cultura, en el Museo Nacional de Escultura de Valladolid, en el que ya se guardaba una Adoración de los pastores con atribución al toledano.
A estas obras pueden añadirse la atribuida Bajada al Limbo de la Capilla Real de Granada y la Virgen de la Cinta (h. 1525) de la Catedral de Jaén, con claros recuerdos de su estancia italiana. En esta misma catedral pintó el Retablo de la Consolación, destruido en la guerra civil, y se le atribuyen una Piedad en el Museo Catedralicio y el retablo de San Pedro de Osma, conservado en la Sala Capitular, datado en 1546 y obra, probablemente, de su hijo Luis Machuca Horozco. Un Cristo muerto del Convento de franciscanas de la Madre de Dios de la ciudad de Coria (Cáceres), descubierta en 1981, restaurada en los talleres del Prado y publicada como obra maestra del artista por Matías Díaz Padrón y Carmen Garrido Pérez en la revista Archivo Español de Arte. Aparte de estas piezas existen algunos dibujos conservados en distintas colecciones españolas, italianas e inglesas, destacando  un Lamento ante Cristo muerto del Museo del Louvre, donde se guardan también un par de dibujos relacionados con el Descendimiento del Prado.

### Arquitectura

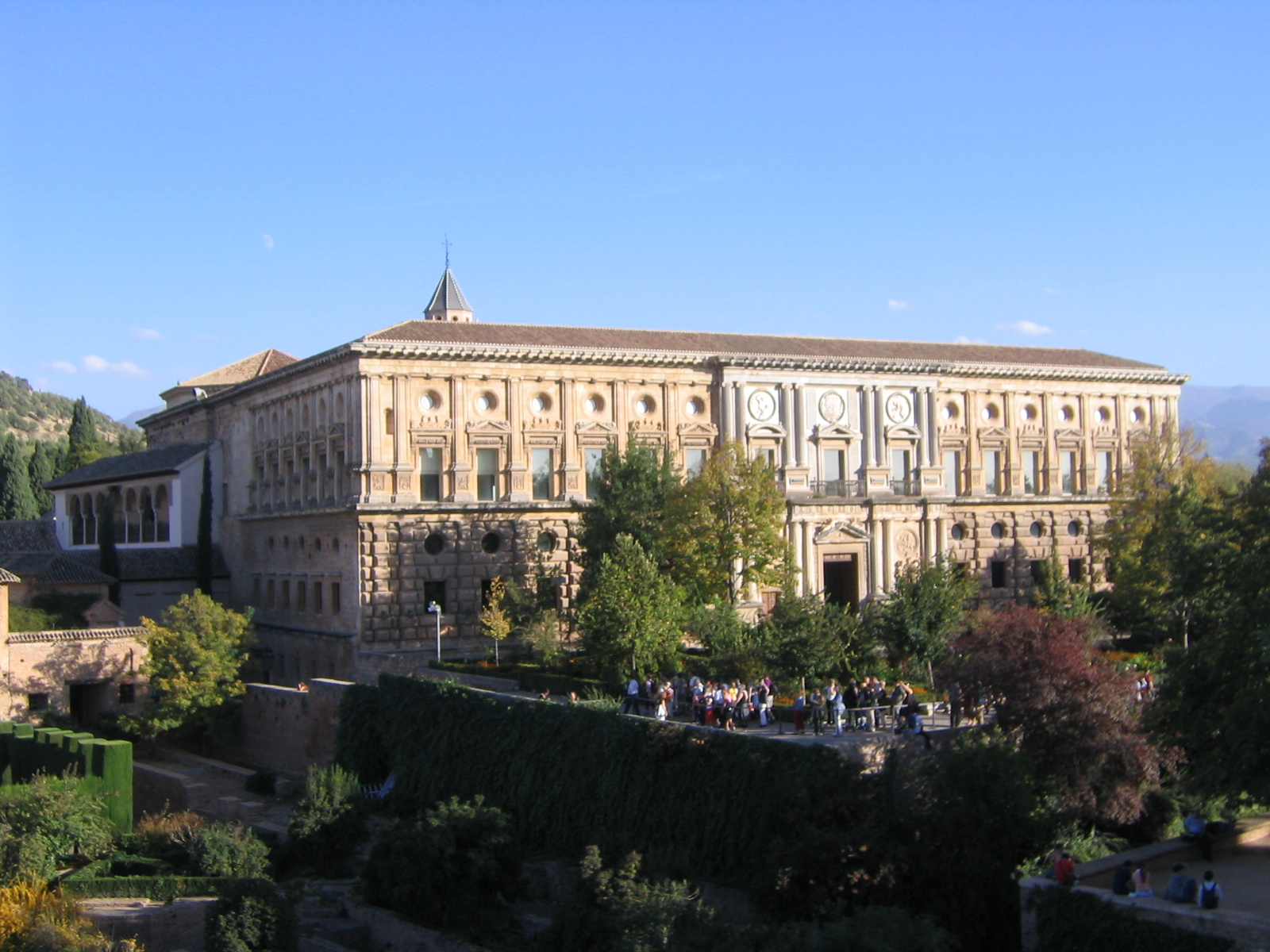
La Alhambra, Palacio de Carlos V.

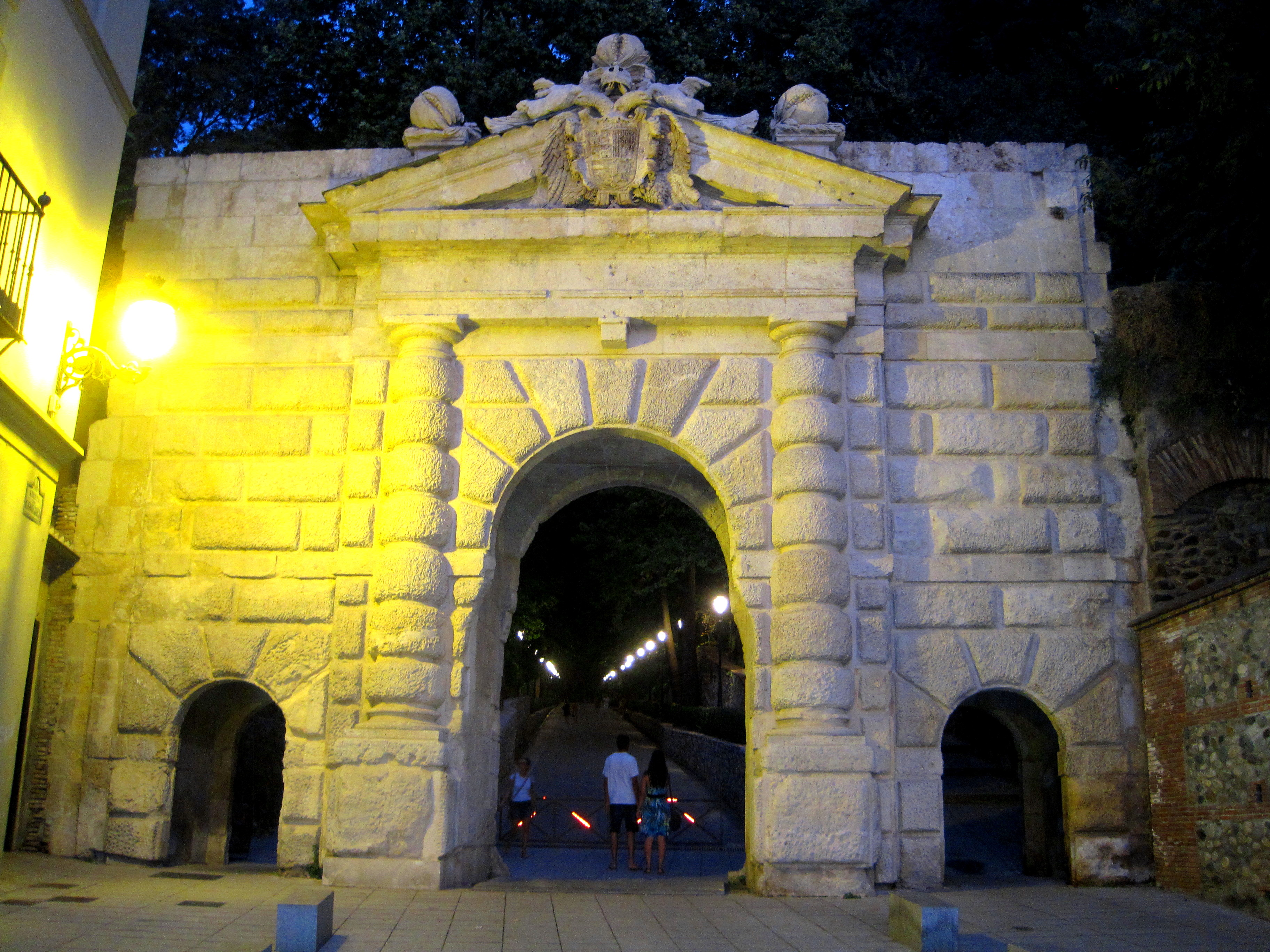
Puerta de Las Granadas, Granada.

Su única pero célebre obra de arquitectura es el palacio de Carlos V, un imponente edificio renacentista encargado por el emperador como residencia en la Alhambra de Granada. En 1528 comenzó las obras. En sus trazas se aprecia el contacto con la cultura del arquitecto romano Vitrubio a través de los artistas italianos Rafael, Baldassarre Peruzzi y, sobre todo, Giulio Romano,además de una increíble interpretación y lectura de la arquitectura islámica que sobre la ciudad nazarí se yergue.Un ejemplo de esa lectura es las proporciones utilizadas a la hora de desarrollar el proyecto del palacio donde las más utilizadas son la vara toledana y la raíz de dos.
A pesar de estas influencias, Machuca no fue un simple seguidor o imitador de Miguel Ángel y otros italianos manieristas. Hay que recordar que regresó a España muy pronto, cuando muchos de los mejores ejemplos del manierismo no se habían erigido todavía, como el Palacio del Tè de Mantua, de Giulio Romano. Este dato revelaría que Machuca tuvo inventiva propia y que supo desarrollar, en España, la nueva estela manierista que empezaba a surgir en Italia.
Entre los trabajadores que contrató para la obra de la Alhambra, se encuentra Juan de Orea, marido de su hija, María Machuca. Hizo varios relieves de la Puerta de las Granadas. También se le atribuyen otras obras cuando trabajaba para la diócesis de Almería como la iglesia de San Ginés de la Jara en Purchena (Almería) en el año 1550.